# Dieter Goetze
Dieter Goetze (geboren 29. Oktober 1942 in Barcelona; gestorben 27. August 2014 in Regensburg) war ein deutscher Soziologe. Er war zuletzt emeritierter Professor der Universität Regensburg.
Goetze studierte Soziologie, Ethnologie und Politologie an der Universität Heidelberg, wo er 1969 promovierte und als Lehrbeauftragter tätig wurde.  Von 1970 bis 1975 war er Wissenschaftlicher Assistent an der Universität Augsburg, wo er sich 1975 habilitierte. 1975 wurde er Professor für Soziologie an der Universität Regensburg. Seit dem Wintersemester 2007 war er im Ruhestand.
Seine Arbeitsschwerpunkte waren Soziologische Theorie, Entwicklungssoziologie, Politische Soziologie, Kultursoziologie, Bildungssoziologie, Agrarsoziologie, soziale Ungleichheit und Soziologie der Geschlechterverhältnisse. Die regionalen Schwerpunkte seiner Forschungen lagen in Lateinamerika und Spanien.

## Schriften
- Entwicklungssoziologie. Eine Einführung. 1976. 2. Auflage Juventa, Weinheim 2002.
- Castro, Nkrumah, Sukarno. Eine vergleichende Analyse charismatischer politischer Führung. Reimer, Berlin 1977.
- Entwicklungspolitik. Soziokulturelle Grundfragen. Schöningh, Paderborn 1983.
- mit Claus Mühlfeld: Ethnosoziologie. Teubner, Stuttgart 1984.
- Die „Theoriekrise“ der Entwicklungssoziologie. Gründe, Mißverständnisse und mögliche Neuansätze. Deutscher Entwicklungsdienst, Berlin 1997.